# New Chautauqua
New Chautauqua – trzeci studyjny album Pata Metheny’ego, nagrany w sierpniu 1978 r. wydany w kwietniu 1979 r. przez wytwórnię ECM. Na płycie występuje tylko sam artysta, grając na gitarach elektrycznej, akustycznej i basowej.

## Lista utworów
| 1. | „New Chautauqua” (Metheny)             | 5:20  |
|    |                                        |       |
| 2. | „Country Poem” (Metheny)               | 2:34  |
|    |                                        |       |
| 3. | „Long Ago Child/Fallen Star” (Metheny) | 10:19 |
|    |                                        |       |
| 4. | „Hermitage” (Metheny)                  | 5:39  |
|    |                                        |       |
| 5. | „Sueño con Mexico” (Metheny)           | 5:59  |
|    |                                        |       |
| 6. | „Daybreak” (Metheny)                   | 8:38  |
|    |                                        |       |
|    |                                        | 38:29 |
|    |                                        |       |

## Miejsca na listachBillboardu
| Rok  | Lista       | Miejsce |
| ---- | ----------- | ------- |
| 1979 | Jazz Albums | 3       |
| 1979 | Pop Albums  | 44      |